# Faiq Jefri Bolkiah
Faiq Jefri Bolkiah (sinh ngày 9 tháng 5 năm 1998) là một thành viên của Hoàng gia Brunei và là một cầu thủ bóng đá chuyên nghiệp người Brunei chơi ở vị trí tiền vệ cho câu lạc bộ ở Thái Lan Ratchaburi và là đội trưởng Đội tuyển bóng đá quốc gia Brunei

## Bê bối
Ngày 25 tháng 11 năm 2019, anh đã vào sân thi đấu với đội tuyển U22 Việt Nam trong suốt hiệp 1 mặc dù chỉ được HLV xếp trong danh sách dự bị.